# 玉皇街道
玉皇街道，是中华人民共和国辽宁省葫芦岛市龙港区下辖的一个乡镇级行政单位。

## 行政区划
玉皇街道下辖以下地区：
海兴社区、文兴社区、玉兴社区、书芳苑社区、海飞社区、海翔社区、船园社区、奥园社区、兴盛社区、凯旋社区和玉皇阁村。